# Roumare
Roumare là một xã trong vùng hành chính Normandie, thuộc tỉnh Seine-Maritime, quận Rouen, tổng Notre-Dame-de-Bondeville. Tọa độ địa lý của xã là 49° 30' vĩ độ bắc, 00° 58' kinh độ đông. Roumare nằm trên độ cao trung bình là 150 mét trên mực nước biển, có điểm thấp nhất là 8 mét và điểm cao nhất là 136 mét. Xã có diện tích 9,96 km², dân số vào thời điểm 1999 là 1103 người; mật độ dân số là 111 người/km².

## Thông tin nhân khẩu
| 1962 | 1968 | 1975 | 1982 | 1990 | 1999  |
| ---- | ---- | ---- | ---- | ---- | ----- |
| 406  | 464  | 608  | 809  | 965  | 1 103 |